# Angenbach
Der Angenbach ist ein Bach des Südschwarzwaldes, der in Mambach, einem Ortsteil von Zell im Wiesental im Landkreis Lörrach in Baden-Württemberg, von links und Osten in die Wiese mündet. Im unteren Teil wird er auch Mambach genannt.

## Geographie

### Verlauf und Tallandschaft

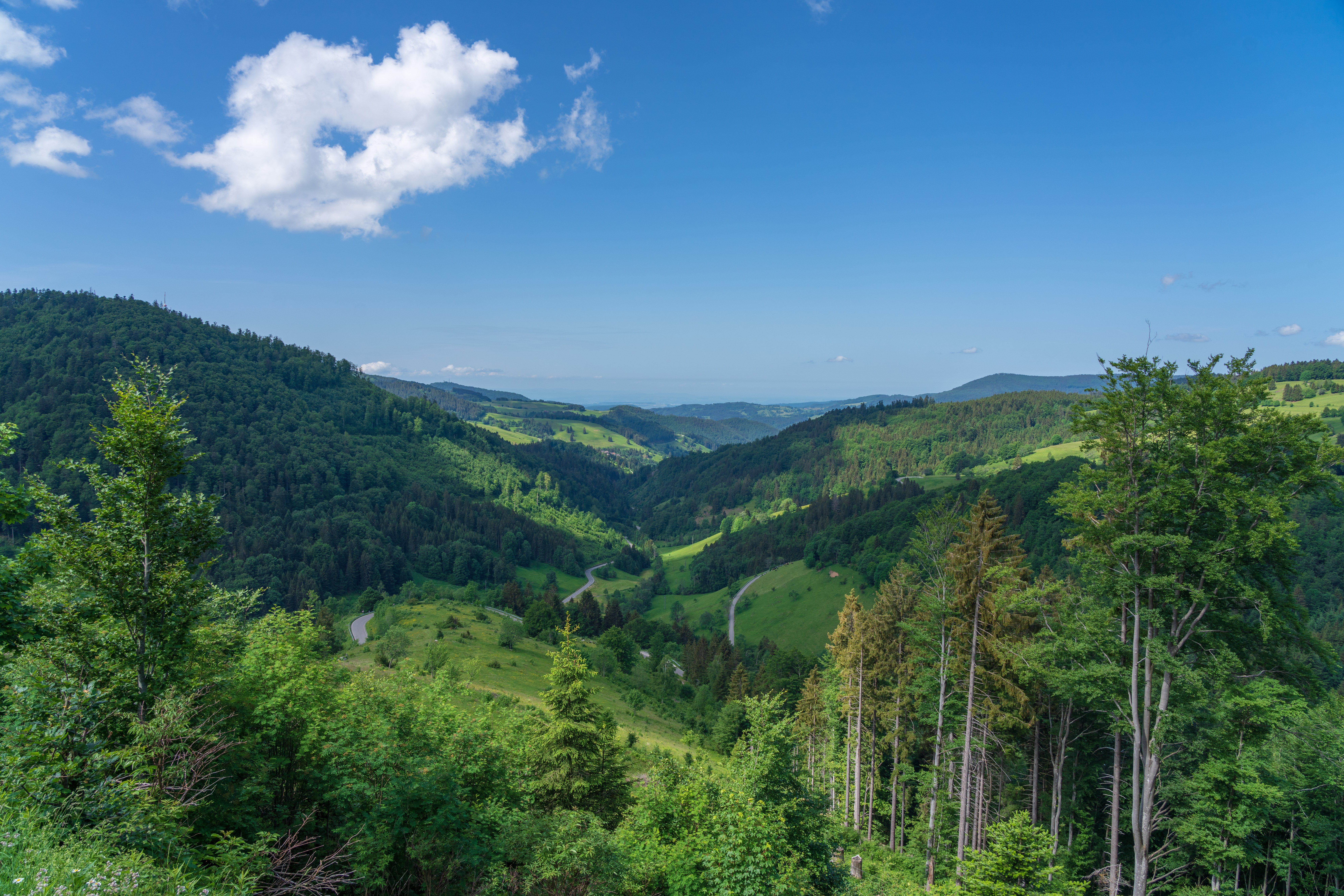
Blick talabwärts auf die Happacher Talweitung im oberen Angenbachtal

Der Angenbach ist der, nach dem Prägbach, zweitwasserreichste Nebenbach, der noch innerhalb des Schwarzwaldes in die Wiese mündet. Sein westsüdwestlich gerichtetes Tal verläuft im kristallinen Grundgebirge und ist in den oberen Hangbereichen gekennzeichnet von bewegtem Kleinrelief und kleinen Dörfern mit grünlandreicher Landwirtschaft. Besonders im mittleren Talabschnitt sind darin felsige Waldschluchten eingekerbt. Fast das gesamte Einzugsgebiet und die Höhendörfer gehören zur Gemeinde Häg-Ehrsberg. Von hier geht der Blick bereits hinaus in die Schopfheimer Bucht. Nur das Dorf Mambach an der Mündung und im unteren Tal gehört zur Stadt Zell im Wiesental.
Der Angenbach entsteht in einer kleinen Talweitung bei Happach aus der Vereinigung zweier Quellbäche; dem von rechts und Norden her kommenden Moosbach und dem von links und Nordosten zulaufenden Langgraben, mitunter auch als Forsthofbach verzeichnet. Beide führen nahezu die gleiche Wassermenge und beider höchste Quellen liegen zwischen 1.080 und 1090 m ü. NN.
Nach einer Länge von etwa 6,5 km ab dem Zusammenfluss bzw. von etwa 8,6 km ab den mündungsfernsten Quellen der fast gleich langen beiden Quellbäche mündet der Angenbach in Mambach von links und Osten in die Wiese.

### Einzugsgebiet
Das Einzugsgebiet umfasst recht genau 22 km² und ist zu etwas mehr als der Hälfte bewaldet. Zwischen seinem nordöstlichsten Punkt Am Dreieckigen Stein über der Quelle des Mattengrabens und dem westlichsten an der Mündung erstreckt es sich etwa 7,8 km nach Südwesten, die Breite quer dazu schwankt vor dem Mündungskeil wenig und erreicht an der breitesten Stelle zwischen Ehrsberg und dem Rohrenkopf einmal 3,9 km. Der höchste Punkt im Einzugsgebiet liegt beim Dreieckigen Stein auf 1191,5 m ü. NN, der Ursprung auf etwa 758 m ü. NN, die Mündung auf etwa 459 m ü. NN. Das mittlere Sohlgefälle ist entsprechend hoch, ab dem Ursprung etwa 46 ‰, ab der Quelle des Mattenbaches fast 72 ‰. 
Die umschließende Wasserscheide ist fast überall gut erkennbar. Folgt man ihr von der Mündung ganz im Westen im Uhrzeigersinn, verläuft sie zunächst nordöstlich. Bis Ehrsberg ist jenseits die Wiese der konkurrierende Wasserlauf und danach lange der Künabach. Ganz zuletzt grenzt beim Dreieckigen Stein das Einzugsgebiet des nordwärts abfließenden Prägbachs an. Vor hier verläuft die Einzugsgebietsgrenze nach Süden bis zum Steinbühl und wendet sich dann für eine lange Strecke nach Südwesten bis zum Rohrenkopf. In diesem Abschnitt werden die jenseitigen Bäche von der Wehra aufgenommen und weiter südwestlich von deren Nebenfluss Hasel. Jenseits der nun zurück zur Angenbachmündung nach Nordwesten laufenden Wasserscheide sammeln sich die Abflüsse wieder in kleinen Zuflüssen der Wiese.

### Zuflüsse
Zuflüsse sind rechtsseitig der Haselbach und der Löchlebach unterhalb von Happach, das Sägenmattbächle oder auch der Schrohbach gegenüber dem Zinken Altenstein, der Mühlebach bei Rohmatt und der Wölflisbrunnenbach etwas unterhalb davon. Linksseitige Zuflüsse sind der Schwendelbach und der Schattrainbach bei Altenstein, der Diesenbach beim Zinken Sonnenmatt, der Althüttenbach bei Rohmatt und der Fliegetengraben unterhalb davon. Näheres in der folgenden Liste.
Der Schrohbach stürzt sich kurz vor seiner Vereinigung mit dem Angenbach in drei Fallstufen die Häger Wasserfälle herunter, die als Naturdenkmal geschützt sind.

#### Liste der Zuflüsse
Die Abfolge ist hierarchisch geordnet von der Quelle zur Mündung. Die Gewässerlängen entstammen in der Regel den Datensätzen der LUBW-FG10, Einzugsgebiete denen der LUBW-GEZG, Höhenangaben den grafischen Ausgaben der Geodatenviewer. Andere Quellen für die Angaben sind gegebenenfalls vermerkt. Die Benennung der Flussabschnitte weicht in den Datensätzen der LUBW-FG10 zuweilen von den eher maßgeblichen Beschriftungen auf der Hintergrundkarte bzw. der TK25 ab. Längen sind aus den Daten zu Längen und Stationierungen bei LUBW-FG10 entnommen oder abgeleitet.
Ursprung des Angenbachs beim Häg-Ehrsberger Dorf Happach auf etwa 758 m ü. NN aus dem Zusammenfluss von Moosbach (rechts) und Langgraben bzw. Forsthofbach (links).
- Rechter Quellbach Moosbach, 1,604 km und 2,493 km². Entsteht südlich des Herrenschwander Kopfs (1152,3 m ü. NN) am oberen Rand eines Wiesenhangs im Schüreck auf etwa 1010 m ü. NN.
  - Mattengraben, von links wenig talaufwärts der untersten Steigenserpentine der L 174 auf etwa 840 m ü. NN, 1,189 km. Entsteht im Wald des Großen Mooses südwestlich der Bergkuppe Am Dreieckigen Stein (1191,5 m ü. NN) auf etwa 1073 m ü. NN. Merklich längerer Quellbach des Moosbachs, der mit ihm als Oberlauf eine Länge von 2,064 km hätte.
  - Martingraben, von rechts kurz vor Happach im Geschwend auf etwa 800 m ü. NN, 0,512 km. Entsteht auf etwa 935 m ü. NN.
- Linker Quellbach Forsthofbach, nach LUBW-FG10 Dachseckbach[10], 2,086 km und 2,418 km². Entsteht wenig westlich des Parkplatzes auf dem Sattel St. Antoni auf 1051 m ü. NN.
  - Langgraben, von links bei Happach auf etwa 790 m ü. NN, 1,24 km. Entsteht am Westhang des Steinbühles (1148,1 m ü. NN) auf etwa 1085 m ü. NN.
- Haselbach, von rechts wenig nach der Entstehung des Angenbachs auf etwa 746 m ü. NN, 1,659 km. Entsteht am Osthang des Wannenkopfes (1129,3 m ü. NN) auf etwa 1080 m ü. NN.
- Löchlebach, von rechts kurz vor Schürberg-Säge auf etwa 746 m ü. NN, 0,633 km. Entsteht zwischen Schürberg und dem Binzkopf (943 m ü. NN)[11] auf etwa 855 m ü. NN.
- Schwendelbach von links unter dem Altensteiner Burgfelsen auf etwa 695 m ü. NN, 1,202 km. Entsteht westlich der Hohen Muttlen (1142,5 m ü. NN) auf etwa 985 m ü. NN.
- Sägenmattbächle oder Schrohbach, von rechts bald danach am Abgang der K 6302 nach Häg von der Talstraße L 146 auf etwas unter 690 m ü. NN, 2,175 km und 1,583 km². Entsteht südwestlich des Wannenkopfes bei den oberen Häusern von Waldmatt auf etwa 958 m ü. NN.
- Schattrainbach, von links wenige Schritte danach auf etwas über 680 m ü. NN, 1,616 km. Entsteht als Lenzenlochgraben nördlich des Dietenschwander Kopfes (1099 m ü. NN) auf etwa 985 m ü. NN.
- Diesenbach, von rechts an der Häger Mühle  auf etwas über 620 m ü. NN, 1,73 km. Entsteht nordnordöstlich des Rohrenkopfes (1169,8 m ü. NN) am Waldrand auf etwa 960 m ü. NN.
- Mühlebach, von rechts am Beginn von Wölflisbrunn auf etwa 595 m ü. NN, 1,932 km. Entsteht am Wasserbehälter östlich über Ehrsberg auf etwa 905 m ü. NN.
  - Fuchslochbach, von links wenig westlich von Häg auf etwa 640 m ü. NN, 1,116 km. Entsteht auf etwa 955 m ü. NN.
- Althüttenbach, von links in Rohmatt auf etwa 570 m ü. NN, 0,751 km (2,476 km mit längerem Oberlauf Husarenbach) und 2,732 km². Entsteht an der Husarenmühle aus Husarenbach und Schwandlochbach auf etwa 750 m ü. NN.
  - Rechter Quellbach Husarenbach, 1,725 km. Entsteht nördlich des Rohrenkopfes auf etwa 990 m ü. NN.
  - Linker Quellbach Schwandlochbach, 1,414 km. Entsteht westlich des Rohrenkopfes auf etwa 955 m ü. NN.
- Abgang des Mühlkanals, nach links wenig nach dem vorigen.
- Wölflisbrunnenbach, von rechts auf etwa 560 m ü. NN in den Angenbach selbst, 0,852 km. Entsteht auf etwa 810 m ü. NN.
- Rücklauf des Mühlkanals, 0,595 km.
- Fliegelengraben, von links wenige Schritte danach auf etwa 525 m ü. NN, 0,823 km. Entsteht nördlich von Rohrberg auf etwa 730 m ü. NN. Längs diesem Zufluss läuft die Gemeindegrenze von Häg-Ehrsberg zu Zell.
  - Fliegelenbächlein, von links im Hangwald Fliegelen auf etwa 600 m ü. NN, ca. 1,338 km.[12]  Entsteht am Hang südlich von Rohrberg auf etwa 890 m ü. NN. Mit diesem deutlich längeren Ast als Oberlauf käme der Fliegelengraben auf eine Länge von etwa 1,773 km.
- Eschmattgraben,[13] von links bald danach auf etwa 515 m ü. NN, ca. 0,635 km.[12] Entsteht ebenfalls im Fliegelen unter dem Wegscheidekopf (829,3 m ü. NN) auf etwa 735 m ü. NN.

Mündung des Angenbachs auf etwa 459 m ü. NN neben der Wiesenbrücke im Teilort Mambach von Zell im Wiesental von links und Osten in den Rhein-Zufluss Wiese. Der Bach ist dort ab seinem Zusammenfluss bei Happach 6,519 km lang und hat ein 21,950 km² großes Einzugsgebiet.

#### Flusssystem Wiese
- Fließgewässer im Flusssystem Wiese

## Gewässergüte
Die Gewässerqualität des Baches ist hoch; Messungen am Oberlauf bei Happach 2004 ergaben die höchste Gewässergüteklasse I (unbelastet bis sehr gering belastet), am Unterlauf nahe der Mündung in die Wiese wurde die Güteklasse I-II (gering belastet) festgestellt.

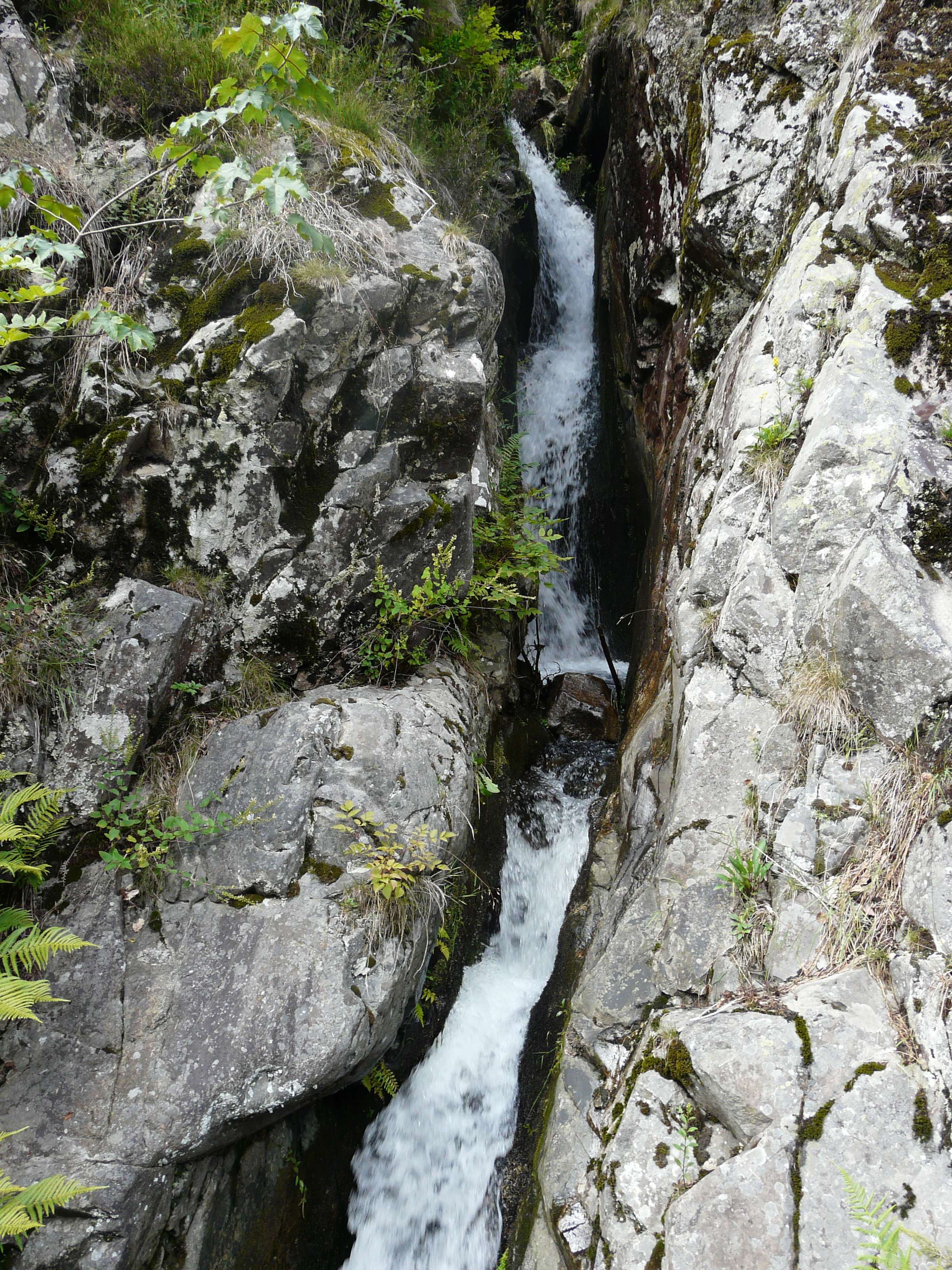
Unterer Teil der Häger Wasserfälle
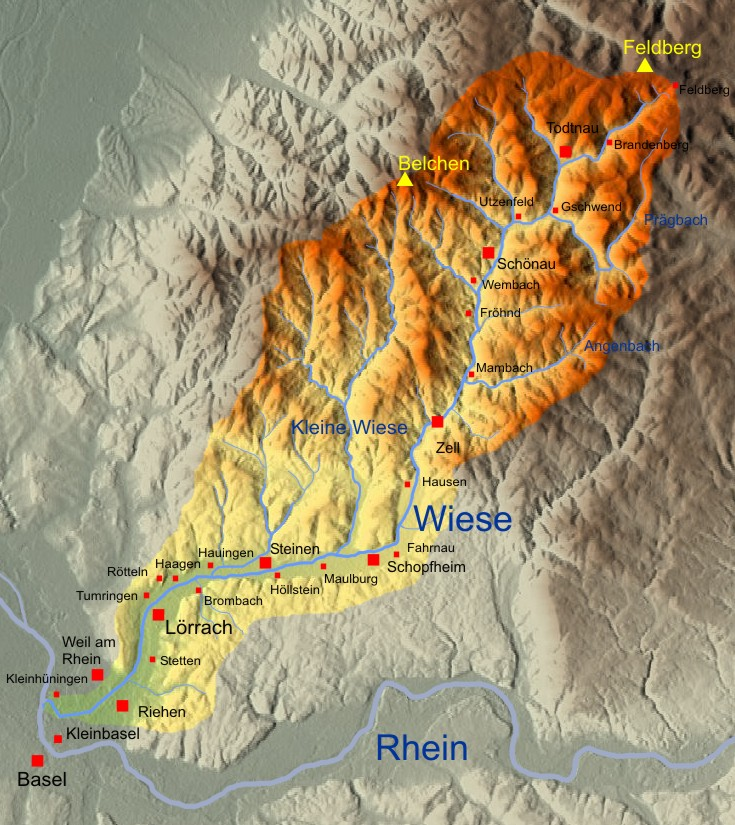
Einzugsgebiet der Wiese mit dem Angenbach